# Hikvision
Hikvision — китайская компания. Полное наименование — Hangzhou Hikvision Digital Technology Co., Ltd. Штаб-квартира компании расположена в Ханчжоу. Hikvision — крупнейший в мире поставщик продуктов для видеонаблюдения и готовых решений по видеонаблюдению. Будучи основанной в 2001 году, компания Hikvision сегодня обеспечивает работой более 60000 сотрудников, включая научно-исследовательский штат в 40000 человек.
Hikvision впоследствии ответила возражением на включение США этих компаний в список Entity List, заявив, что решение было необоснованным, и попросив правительство США пересмотреть его справедливым образом. 
Министерство иностранных дел Китая ответило в тот же день, когда было объявлено о запрете, заявив, что "США ввели односторонние санкции против китайских компаний в соответствии со своим внутренним законодательством, пользуясь возможностью очернить и дискредитировать политику Китая по управлению границами под прикрытием прав человека и насильственно вмешиваясь во внутренние дела Китая".

## История
Компания Hikvision была основана в 2001 году компанией Zhejiang HIK Information Technology Co, Ltd. (китайский: 浙江海康信息技术股份有限公司), в которой компания имела 51% акций, а Гун Хунцзя (龚虹嘉) - 49% акций.
В 2006 году продукция Hikvision использовалась в таких важных событиях, как Чемпионат мира по футболу в Германии, "Шесть вершин" в Шанхае и Цинхай-Тибетская железная дорога, и была названа одним из "10 лучших брендов видеонаблюдения" среди 10 лучших брендов интеллектуальных зданий в 2006 году.
В 2008 году система продуктов Hikvision успешно выполнила задачи по обеспечению безопасности Птичьего гнезда и 31 объекта Олимпийских игр 2008 года в Пекине. Компания была выбрана в качестве одного из "500 глобальных китайских высоких технологий 2008 года".
В 2009 году компания Hikvision стала основным поставщиком систем видеонаблюдения для проекта безопасности Шанхайской Всемирной выставки.
В 2010 году, в мае, акции компании Hikvision были официально размещены на Шэньчжэньской фондовой бирже. Компания поставляет продукты видеонаблюдения на мировой рынок через более чем 2 400 партнеров в 155 странах и регионах по всему миру и работает в 18 регионах по всему миру. Компания заняла 1-е место по доле рынка DVR и 5-е место по доле рынка CCTV и видеонаблюдения в отчете IMS "Global CCTV and Video Surveillance Equipment Market Survey Report", а также стала основным поставщиком продуктов и решений для обеспечения безопасности Азиатских игр 2010 года в Гуанчжоу.
В 2012 году компания Hikvision приобрела 51% акций компании Henan Hua'an Security, и в 2012 году компания Hikvision заняла первое место в мире по видеонаблюдению по результатам исследования IMS.
В 2014 году компания Hikvision два квартала подряд занимала первое место на китайском рынке систем хранения данных iSCSI и была включена в список Fortune China 500 в 2014 году.
В мае 2015 года компанию Hikvision посетил Си Цзиньпин, генеральный секретарь Центрального комитета Коммунистической партии Китая. В том же году Hikvision основала Fluorite Network, дочернюю компанию, отвечающую за рынок "умных домов", которая в 2016 году была выделена и управлялась Hikvision отдельно. Hikvision имеет контрольный пакет акций. К концу 2015 года в ее научно-исследовательской группе работало в общей сложности 18 000 сотрудников и 7 181 инженер. 
В октябре 2016 года компания заключила сделку на использование технологии компьютерного зрения Movidius.
В мае 2017 года Hikvision основала Hikstorage, дочернюю компанию, занимающуюся производством устройств хранения данных.
В марте 2019 года компания выпустила конвергентную платформу данных AI Cloud IoT с ключевыми возможностями, включая горизонтальную межсетевую конвергенцию, вертикальную межслойную агрегацию, двухсетевые приложения трех классов и обеспечение безопасности данных.
В январе 2021 года компания выиграла проект "умного города" в уезде Шаньхэ, Шаньдун, стоимостью 33 млн. долларов США с 1900 камерами, включающий камеры с технологиями распознавания лиц и автомобильных номеров.
В 2022 году Hikvision получила контракт от китайского правительства на разработку программного обеспечения для отслеживания "ключевых людей" с целью предотвращения их въезда в Пекин. Amazon Web Services предоставляет облачные услуги Hikvision.
В 2024 году бренды Hikvision и Hiwatch в мае покинули российский рынок. С декабря их продукция доступна под новой торговой маркой - i-Flow.

## Собственники и руководство
Основные владельцы компании: Гонконгский миллиардер, Гун Хунцзя, является заместителем председателя и крупнейшим акционером. -- отсутствует подтвержденый источник

### Бренды, принадлежащие компании
HiWatch - бюджетный бренд, разработанный компанией Hikvision. Покинул российский рынок в 2024 г.
EZVIZ — новый бренд компании. На рынке продукция EZVIZ представлена в трёх категориях: видеонаблюдение, умный дом, экшн-камеры. Главная особенность - широкая линейка автономных, работающих без регистратора ip видеокамер. Запись данных в облачном хранилище, на карту памяти microsd.
i-Flow - бренд, пришедший на смену Hikvision и Hiwatch на российском рынке. Под данным брендом представлен полный перечень оборудования для систем охранного телевидения (видеонаблюдения).

## Деятельность
Среди продуктов Hikvision — аналоговые видеокамеры, IP-видеокамеры, автономные DVR, цифровые видеосерверы, купольные скоростные камеры.
Офис компании размещен в Ханчжоу, Китай. Региональные филиалы расположены в Лос-Анджелесе (работая на все США), Амстердаме (работая на всю Европу), Дубае (Ближний Восток); а также официальные представительства в Индии, России, Центральной Азии, центр обслуживания в Гонконге. В связи с деятельностью в России на фоне российско-украинской войны украинское Национальное агентство по предотвращению коррупции внесло компанию в число международных спонсоров войны.
Hikvision входит в список Шэньчжэньской фондовой биржи с рыночной капитализацией в 12 миллиардов долларов США. Гонконгский миллиардер, Гун Хунцзя, является заместителем председателя и крупнейшим акционером.
Hikvision вошел в ТОП-1 лучших компаний в сфере безопасности в рейтинге Security 50 журнала A&S; в рейтинге Global 2000 журнала Forbes занимает 1218 место.